# 丸山夏鈴
丸山夏鈴（日语：／ Maruyama Karin，1993年8月2日—2015年5月22日）是一名福島縣郡山市出身的日本偶像、模特兒與歌手，生前所屬經紀公司為。丸山自小以成為偶像為目標，但在小學二年級時就已經被發現大腦內長有惡性腫瘤，自此往往需要頻繁出入醫院。然而丸山一直沒有放棄自己的夢想，不僅在住院期間參與多個藝能選拔活動，在高中時更當上了學生會會長，熱心為學校服務。
丸山於2012年通過了選拔，開始偶像活動，此時的她已經歷四次開腦手術。其後丸山腦內的腫瘤不斷復發，在進行額外四次手術後還是未能根治，翌年癌細胞更擴散至肺部，肺功能衰退。即使如此，丸山依然戴上氧氣管錄製歌曲，並於2015年2月在群眾募資的協助下正式出道，推出第一張單曲。丸山的事務所曾計劃在募資金額達200萬日圓後製作第二張單曲，而群眾的捐款最後也達到230多萬，惟丸山的病情在2015年3月惡化，並於同年5月22日因肺癌於家鄉郡山市病逝，終年21歲。而這也令丸山的出道單曲成為她唯一的音樂作品。

## 經歷

### 小學時代：發現腫瘤
丸山夏鈴在1993年出生於福島縣郡山市。她在小學時期開始迷上了「早安少女組。」，並希望長大後能成為像她們般的日本偶像。然而在小學二年級的冬天，丸山在老師面前忽然暈倒，體育課跳繩時也時常感到不適，又出現發燒和噁心等病徵，但那時丸山以為只是感冒而沒有理會，後來詳細檢查才發現大腦內出現惡性腫瘤，需要進行腫瘤摘除手術。留院期間，丸山依然沒有放棄當偶像的夢想，還在醫院裏一間學校的院友面前跳舞。

### 中學和高中時代
丸山在中學二年級再次病發，需要入院進行第二次手術。住院期間，她看過Perfume的影片，並十分敬佩她們為了出道而作出的多年努力，更表示這段時間是Perfume教導了她努力和奮鬥。到高中時代，丸山開始積極參與各種活動，如義工服務、社團活動（部活），甚至當上了學校第46任學生會會長。丸山在學生會任期內十分忙碌，工作時也受到不少壓力和批評。有一次，她在音樂節目《MUSIC STATION》中偶然看見《裙襬飄飄》一曲，隨即對AKB48產生了興趣，並參加了其選拔，最後在第三次審查中落選。然而她被前田敦子於AKB48第22張單曲選拔總選舉上的發言所感動，決意繼續為學生會的職務奮鬥。

### 畢業與出道
2012年2月22日，丸山第三次發病，右臂麻痺，須再度入院。當時丸山依然是學生會會長，在發病一個月前才帶領了啦啦隊到球場為代表福島縣出戰第90屆全國高等學校足球選手權大會的尚志高校打氣，還在球賽半場休息時受到了電視台採訪。而在病發後，丸山住院期間也需要為月底的餞別會和三月的畢業典禮作不少預備，她更曾在網誌中表示擔心自己會在「答謝辭的途中或典禮途中發病」。話雖如此，丸山仍堅持向醫生要求延後手術治療，並順利在3月3日的畢業典禮上完成了答謝辭。丸山在畢業典禮的答謝辭中曾經說出「與成功相對的並非失敗，而是不作挑戰」（成功の反対は失敗ではなく、挑戦しないことです）這一句話，對此福島中央電視台主播德光雅英作出了正面的評價：「這是丸山在與癌症搏鬥的生活中得出的結論，而我確信這是真理。」丸山在3月15日安然度過了第三次手術，但數日後醫生又表示腦內仍有癌細胞殘留，需再度做手術治療。3月29日，丸山在第四次手術中移除了一顆直徑小於一厘米的腫瘤。在這次住院期間，丸山參加了講談社主辦的「MISS iD 2013」（ミスiD 2013）選拔，而且通過了審查，入圍準決賽，後來獲分派至Happy Strike事務所，7月正式開始偶像活動。她在該年出席了為數甚多的攝影會以及御台場合眾國等活動。12月22日，丸山在澀谷Milkyway舉行的活動中出道，首次現場演唱。

### 癌細胞擴散

丸山夏鈴唯一的音樂作品，《Eternal Summer》在歌迷支持下面世。

2013年2月，丸山腦內的腫瘤復發，同月即時暫停所有藝能活動，並在3月4日進行第五次手術。在這之後，丸山如常進行其藝能活動，但短短三個月後卻再次病發，需於6月入院接受第六次手術。在這次手術前，丸山還連續三日出席了攝影會、小型演唱會和網聚活動。手術於6月17日完成，不過由於這次的腫瘤與靜脈血管黏住，故手術較過往多次複雜。
手術過後，丸山在9月14日復出，於當日新宿Rednose舉行的首次單獨演唱會中回到舞台，同時披露首隻原創歌曲。歌曲由「鯨魚音樂部」（くじら音楽部）兩名成員製作，當中CHEEBOW負責作曲、編曲和監製，MAI（まい）負責作詞。為作曲的CHEEBOW表示，歌曲靈感來自丸山在6月手術前發佈、名為「我出發了」（いってきます）的網誌。她在那篇網誌中附上手術室外的照片，還笑著說「待會再見」（またね）。他覺得丸山這份堅強使她額外增添了數分作為偶像的魅力，故為她編寫了一首明朗、充滿夏日氣息的歌曲。他認為「雖然歌曲的節奏可能稍微輕快了一點，但夏鈴那麼頑強，是不顧一切往前走的類型，我覺得只有這種節奏適合當夏鈴的歌曲。」他又表示「此曲是對安然度過多次手術、但依然堅持偶像夢想的丸山能有一個『永遠的夏天』的祝願。」
不久，腫瘤在同一年內第三次復發，丸山於12月16日接受第七次腦腫瘤摘除手術。這次手術進行了十二個小時，成功移除一顆直徑約四厘米的腫瘤。然而丸山的母親在這次手術後卻被告知，丸山腦內的癌細胞已經透過大腦內的靜脈擴散至雙肺，即使是手術也難以根治，因此丸山可能只餘下三個月的壽命，但母親決定在病情惡化前暫時向丸山隱瞞此事。

### 接受化療
2014年1月8日，雖然腦內的腫瘤已經取出，但丸山頭部的傷口需要接受進一步治療，遂再度接受手術。這是她總計第八次手術，而這次手術後她需要開始服用抗癌藥，並休養了半年，直至6月7日才恢復進行藝能活動。丸山這次復出時已經歷七次腦腫瘤手術，有報導稱她為「不死鳥偶像」。兩個月後，丸山出現嚴重咳嗽。醫生檢查後將癌細胞擴散至肺部的事實告訴她，並表示癌細胞擴散速度很快，但解釋放射線療法會對肺部造成過大負擔，故無法以此進行治療，因此她只能以化療穩定病情，還勸告她出院後「有想做的事的話就快點做吧」。9月，丸山因感到不適和呼吸困難而被逼中止演出，入院檢查後證實肺部機能開始退化，她從此需要戴上氧氣管外出，也只能間中回大學上課。
11月21日，丸山的事務所在「CAMPFIRE」群眾募資網站為她舉辦了一場籌款活動，籌得款項將用於製作她的第一張單曲。該次籌款活動在第二日已經達到目標金額，而丸山也在12月1日開始為單曲錄音。因為肺功能衰退的緣故，她在錄音途中數次感到不適，需間中休息、呼吸氧氣。不過她在這種情況下仍堅持自己能夠繼續錄音，她在錄音室的表現也獲得了歌曲製作人CHEEBOW正面評價：「在錄音過程中的丸山並不像是名可憐的病人，反倒是像一名偶爾毒舌、帶有透明感、一路奮戰全力歌唱的偶像。」計劃在12月9日截止時共有221人捐款，籌得金額達2,306,073日圓。

### 放射線治療和肺積水
2015年2月5日，丸山的抗癌事蹟獲日本電視台資訊節目《news every.》報導。同月，丸山進行了《Eternal Summer》的音樂影片和封面照片攝影，單曲在2月28日正式推出市面。她在單曲推出當日在家鄉出席了一場發賣紀念活動，並除下氧氣管現場向支持者歌唱，不過她在紀念活動前一日才從肺中抽出了5公升的肺積水。3月30日，丸山開始接受放射線治療。4月5日，丸山在YouTube上開設頻道，開始每日上載一系列名為《夏鈴的自言自語》的自拍影片，講述自己在醫院的生活和感受。
5月10日，丸山出院，翌日又因肺積水而被迫回院。5月14日，她在網誌上表示最近難以入睡、睡眠不足，「入院一個半月後體力衰退了，家裏又沒有人，站不起來，生活很辛苦」、「很怕自己會一睡不起，就這樣死掉。」她又表示「很想回到台前當回偶像，不過要復出還是需要一些時間」，只是「時間甚麼的，其實真的已經沒有了」。這也是她最後一篇網誌。

### 病逝
2015年5月21日，丸山拍攝了最後一段影片，並在片尾向鏡頭說出「永別」（さよなら）和「拜拜」（バイバイ）。21日晚，丸山多次痙攣發作，而且無法入睡、手腳冰冷，到了第二天早上依然意識模糊。2015年5月22日下午1時10分，身旁有母亲陪伴的丸山夏铃病逝，年仅21歲，同日正式自Happy Strike事務所畢業，她在前一天拍攝的影片直到5月23日才上載到YouTube頻道。
在丸山逝世前一小時，其母曾於Twitter上批評Happy Strike事務所的社長下村誠沒有遵守約定，將早前籌款活動中募集回來的捐款轉達給她們，又無視丸山向他傳送的電郵，覺得「籌款活動的善意夏鈴一日圓也收不到，實在太可憐了」，催促社長交代。雖然下村在翌日已馬上把剩餘的703,986日圓親手交給丸山家人，並在一星期後於事務所網頁上公開收支報告，惟其行動的遲鈍受到了網民的抨擊。
丸山的葬禮在5月24日於家鄉福島縣郡山市舉行，中川翔子、小鳥遊志穗、夏江紘實等多名藝能界人士亦有到場。翌日的告別式也邀請了歌迷到場悼念，會場展示了丸山的照片、CD及服裝等遺物，現場亦播放了她的歌曲，出席人數達150人。同年11月2至3日，與丸山修讀同一研討課的朋友在大學的學園祭中舉辦了展示會，展出過百張丸山學生時代的照片和演出時穿著過的服裝等，又邀請了與丸山有交情的唱作人現場演出丸山的歌曲，當日有不少丸山的歌迷到場出席。

## 個人生活
丸山家中養有一隻名叫「櫻桃」（チェリー）的，喜歡的動物是花園鰻，此外也喜歡寶可夢。丸山在江戶川大學攻讀大眾傳播學科（マスコミュニケーション学科），也喜歡使用Adobe Premiere與AviUtl等程式剪輯影片和製作3D模型，丸山首次單獨現場演唱活動中播放的影片就是由她自行拍攝和製作，而第一張單曲的音樂影片更是丸山在福島中央電視台製作人藤田潮的幫助下使用自己的電腦自行編輯製作。雖然丸山自小已多次接受手術，但她討厭別人跟她談論有關疾病的話題、或是說一些可憐她的話，因為她認為這會令氣氛變得沉重。
丸山有一名妹妹丸山夕佳（丸山ゆか）。2015年，丸山夕佳在丸山夏鈴的鼓勵下，參加了姐姐兩年前曾經通過的MISS iD選拔，並在躋身準決賽後獲得評論家吉田豪頒發的個人獎，其後於2016年1月23日以「XYZ」團體成員名義出道。

## 出演

### 雜誌
- 《BEAUTIFUL Lady & TELEVISION》吉田豪（日语：吉田豪）連載（2013年10月及2015年3月號）[5]
- 《TRASH-UP!!（日语：TRASH-UP!!）》Vol.16（2013年9月20日）[68]
- 《政經東北（日语：政経東北）》（2015年1月號）[69]
- 《TRASH-UP!!》 Vol.21 封面（2015年2月5日）[70]

### 電視節目
- 《Gojitere Chu!（日语：ゴジてれChu!）》（2014年12月5日、福島中央電視台）[71]
- 《news every.（日语：news every.）》（2015年2月5日和4月22日、日本電視台）[39][72]
- 《二疊半唱片（日语：二畳半レコード）》（2015年2月28日、福島中央電視台）[73]
- 《前往夏鈴夢想的階梯》（かりんの夢への階段，2015年3月1日、福島中央電視台）[73]
- 《大家的新聞（日语：みんなのニュース）》（2015年4月8日、富士電視台）[74]

### 電台廣播
- 《丸山夏鈴之Radicanthropus2.0（日语：ラジカントロプス2.0）》（2015年2月2日、日本電台）[75]

### 網絡廣播
- 《Niconico神社 in 御台場合眾國2012》（2012年7月）[76]

## 作品

### 單曲
| # | 發賣日        | 標題               | 產品編號 | Oricon公信榜最高排名                     |
| - | ------------- | ------------------ | -------- | ---------------------------------------- |
| 1 | 2015年2月28日 | 《Eternal Summer》 | BCSHS-5  | 單曲週榜：第66名 獨立發行單曲週榜：第7名 |

## 外部連結
- 丸山夏鈴官方網站（2015年2月存檔） （日語）
- 丸山夏鈴的阿米巴部落格（日语：アメーバブログ）：http://ameblo.jp/pukarin-cho/（页面存档备份，存于） （日語）
- 丸山夏鈴母親的阿米巴部落格：Childish（页面存档备份，存于） （日語）
- 丸山夏鈴的X（前Twitter） （日語）
- 丸山夏鈴母親的X（前Twitter） （日語）
- 丸山夏鈴STAFF的X（前Twitter） （日語）
- YouTube上的頻道 （日語）
- YouTube上的《Eternal Summer》官方音樂影片 （日語）